# Lorca Atlético Club de Fútbol
Il Lorca Atlético Club de Fútbol è stata una società calcistica con sede a Lorca, nella comunità autonoma di Murcia, in Spagna. 
La società venne fondata nel luglio 2010, quando l'altra squadra cittadina, il Lorca Deportiva, abbandonò la cittadina di Lorca spostando la propria sede presso il comune di Totana. 
Il ruolo di presidente venne ricoperto dall'imprenditore locale Cristóbal Sánchez Arcas, che pochi giorni dopo la nascita del club acquistò i diritti sportivi del Sangonera Atlético, che permisero alla nuova squadra di partire dalla Segunda División B.

## Tornei nazionali
- 2ª División B: 2 stagioni

## Stagioni
| Stagione | Categoria | Posizione |
| -------- | --------- | --------- |
| 2010/11  | 2ªB       | 15°       |
| 2011/12  | 2ªB       | —         |